# ГЕС Колгейт
ГЕС Колгейт — гідроелектростанція у штаті Каліфорнія (Сполучені Штати Америки). Знаходячись перед ГЕС Нарроуз 2, становить верхній ступінь каскаду у сточищі річки Юба, лівої притоки Фетер (дренує північно-західне завершення гір Сьєрра-Невада та впадає ліворуч до Сакраменто, котра тече до затоки Сан-Франциско).
Гідроелектростанція живиться за рахунок збору ресурсу у верхній частині сточища Юби. Створена для цього система включає:
- аркову бетонну греблю Our House Diversion висотою 21 метр та довжиною 112 метрів, зведену на Міддл-Юба, лівому витоку Юби;
- тунель Lohman Ridge завдовжки 6 км з перетином 3,8х3,8 метра, який транспортує ресурс, захоплений попередньою спорудою, до струмка Орегон-Крік (права притока Міддл-Юба);
- аркову бетонну греблю Cabin Diversion на Орегон-Крік;
- тунель Кемптонвілль довжиною 1,9 км з перетином першої та другої секцій 4,4х4,4 та 3,5х4 метра відповідно, який транспортує воду з Орегон-Крік далі на північ у водосховище New Bullards Bar, створене на Норт-Юба (права твірна Юби);
- аркову бетонну греблю New Bullards Bar висотою 197 метрів та довжиною 708 метрів, котра утримує витягнутий на 24 км резервуар з площею поверхні 19,4 км2 та об'ємом 1192 млн м3.
Від New Bullards Bar прокладений дериваційний тунель довжиною понад 7 км, який прямує по правобережжю спершу Норт-Юби, а потім і Юби. Він має три секції: дві з перетином 7,9х7,9 та 6,1х4,4 метра плюс одну круглу з діаметром 4,3 метра. На завершальному етапі тунель переходить у напірний водовід довжиною 0,85 км.
Розташований на правому березі Юби машинний зал обладнаний двома турбінами типу Пелтон загальною потужністю 340 МВт (за іншими даними — 315 МВт). Вони використовують напір у 398 метрів та в 2017 році забезпечили виробництво 1,7 млрд кВт-год електроенергії.